# Brod (Heřmanice)
Brod je malá vesnice, část obce Heřmanice v okrese Náchod. Nachází se asi 1 km na severozápad od Heřmanic. Prochází zde silnice I/37. V roce 2009 zde bylo evidováno 39 adres. V roce 2001 zde trvale žilo 108 obyvatel.
Brod leží v katastrálním území Brod nad Labem o rozloze 3,37 km2.